# Гаї-за-Рудою
Гаї́-за-Рудо́ю — село в Україні, у Залозецькій селищній громаді Тернопільського району Тернопільської області. До вересня 2016 року — адміністративний центр колишньої Гаї-за-Рудівської сільської ради.

## Географічне розташування
Село розташоване за 32 км від міста Зборів та 28 км від найближчої залізничної станції Зборів (у с. Млинівці).
Територія — 2,03 кв. км². Дворів — 259. Населення — 817 осіб (2014 р.).

## Історія
Перша писемна згадка — 1785.  Заснували поселення вихідці з Залізців, які в урочищах-гаях заклали сади. Між цими населеними пунктами є розлога улоговина, у якій колись добували руду, а поселення за нею назвали Гаї-за-Рудою. Землі села належали до Золочівського ключа маєтностей Собеських; у XVI столітті передані у власність подільського воєводи Мартина Каменецького.
Після Першої світової війни жителі (були виселені у 1914—1917 роках) відновили зруйноване село. В УГА служили 18 чоловіків. Серед них: Юліан Баран (р. н. невід.), Пав ло Вівчарик (1895—1978), Михайло Квасницький (р. н. невід.), Василь Матвійків (1876 р. н.), Іван Назарович (1895—1976), Василь Покиданець (1898—1987), Володимир Чехович (1897—1990).
Діяли філії «Просвіти» (голова Михайло Яворський), «Сокола» (голова Петро Хомин) та інших товариств, кооператива «Єдність», цегельний завод, кооператива. Населення до Першої світової війни належало до Залозецької ґміни і до Залозецької парафії церкви Покрови Пресвятої Богородиці.
У 1925 році збудовано нову школу і Народний дім з читальнею «Просвіти». З 1938 року діяла школа з українською та польською мовами навчання.
У 1940 році більшовики вивезли з села 8 родин.
Під час Другої світової війни на спиртозаводі Турчина згоріло кілька осіб. У селі діяв осередок Юнацтва ОУН. До Червоної армії мобілізували 24 чоловіки. Одним з борців за свободу був вояк УПА Ярослав Диконтий («Чайка»), який у 1945 році напав на «стрибків», роззброїв їх і вбив парторга підрозділу НКДБ Бечехамеєва. Могила Я. Диконтія — на цвинтарі в смт Залізці. За участь у національно-визвольній боротьбі репресій зазнали близько 20 осіб.
2000 року в селі введено в дію нову АТС.
З 14 вересня 2016 року село увійшло до складу Залозецької селищної громади. До села належить хутір Ковтуни (Гаї-Ковтуни).
12 червня 2020 року, відповідно до розпорядження Кабінету Міністрів України № 724-р «Про визначення адміністративних центрів та затвердження територій територіальних громад Тернопільської області», затверджено склад Залозецької селищної громади. 
19 липня 2020 року, в результаті адміністративно-територіальної реформи та ліквідації Зборівського району, село увійшло до складу новоутвореного Тернопільського району.

## Населення

### Мова
Розподіл населення за рідною мовою за даними перепису 2001 року:
| Мова            | Кількість | Відсоток |
| --------------- | --------- | -------- |
| українська      | 819       | 99.88%   |
| інші/не вказали | 1         | 0.12%    |
| Усього          | 820       | 100%     |

## Пам'ятки
Є церква святого Юрія (1990—1998), про яку видано брошуру І. Макара; 4 «фіґури» Матері Божої, 2 «фіґури» Ісуса Христа, хрест на місці зниклої «фіґури».
Насипано символічну могилу воїнам-односельцям — учасникам ІІ світової війни та Борцям за волю України.
Встановлено Хрест і висипана могила воїнам, які загинули у російсько-українській війні (14 серпня 2014 р.).

## Соціальна сфера
Діють загальноосвітня школа І ступеня, бібліотека, клуб, фельдшерський пункт, торгові заклади, фермерські господарства, ПП ім. Т. Шевченка.

## Відомі особи
Уродженці села:
- Богдан Макар (нар. 1947) — доктор медичних наук,
- Василь Макар («Турин»; 1915—1944) — станичний, учасник національно-визвольних змагань,
- Іван Пугач (1931—2009) — педагог, літератор, краєзнавець;
- Іван Покиданець (нар. 1911, на хуторі Ковтуни — †1990) — ткач-килимар, народний майстер України.
- митрофорний протоієрей Василь Хоміцький (6 грудня 1973 р.)  священник,  викладач історії України, психолог, магістер релігієзнавства, кандидат історичних наук, депутат Зборівської районної ради, депутат двох скликань Залозецького селищної громади, засновник церковного музею митрополита Якова (Панчука) с. Лосятин Кременецького району й  спонсор і ініціатор створення музею Повстанської слави в с. Панасівка Залозецької селищної громади, автор пісні Панасовецький край.

Проживала:
- до 2001 р. проживала Софія Якубовська — рідна сестра шефа штабу воєнної округи «Лисоня» Володимира Якубовського («Бондаренка»).

## Галерея

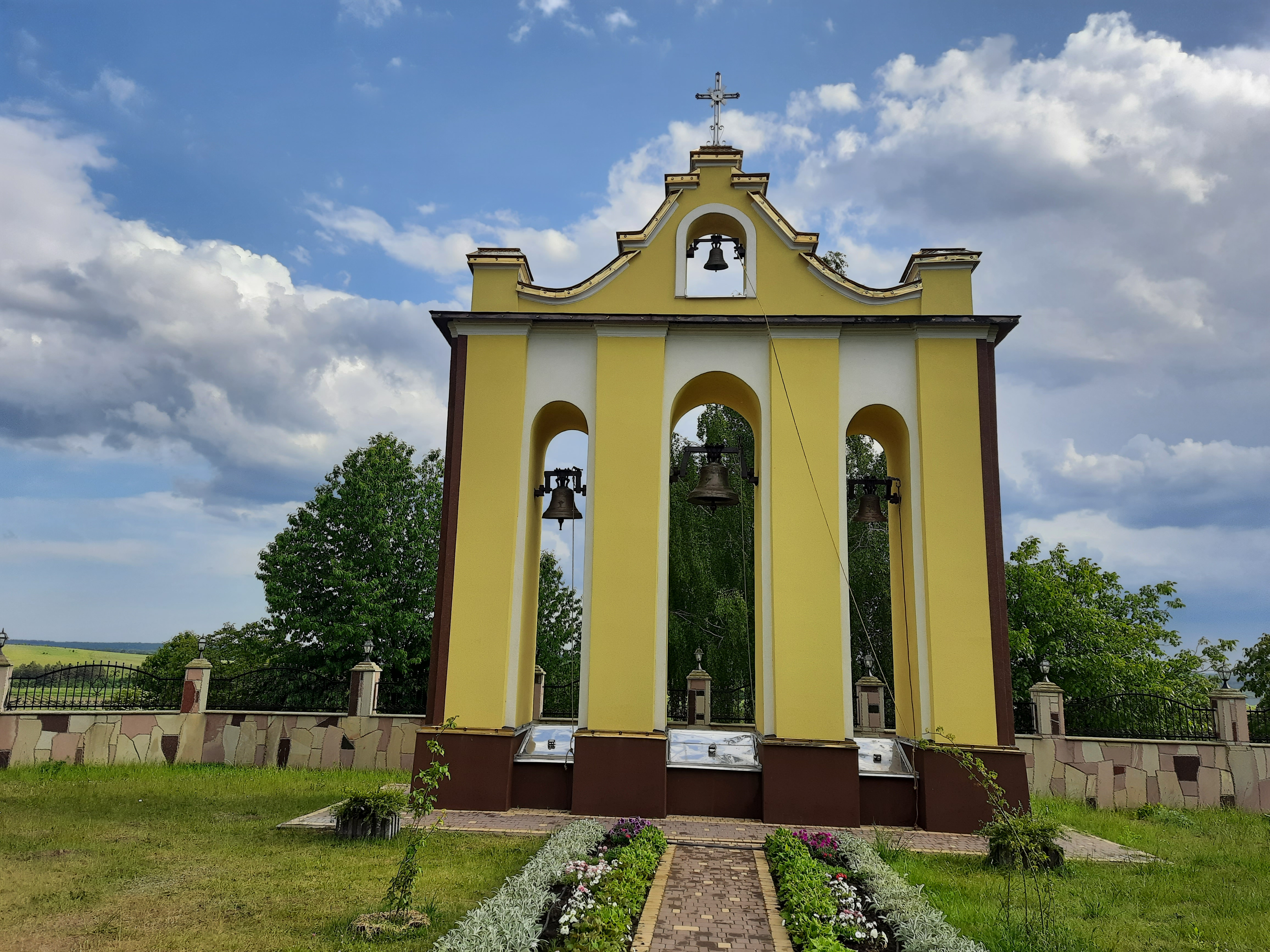
Дзвіниця церкви Святого Юрія
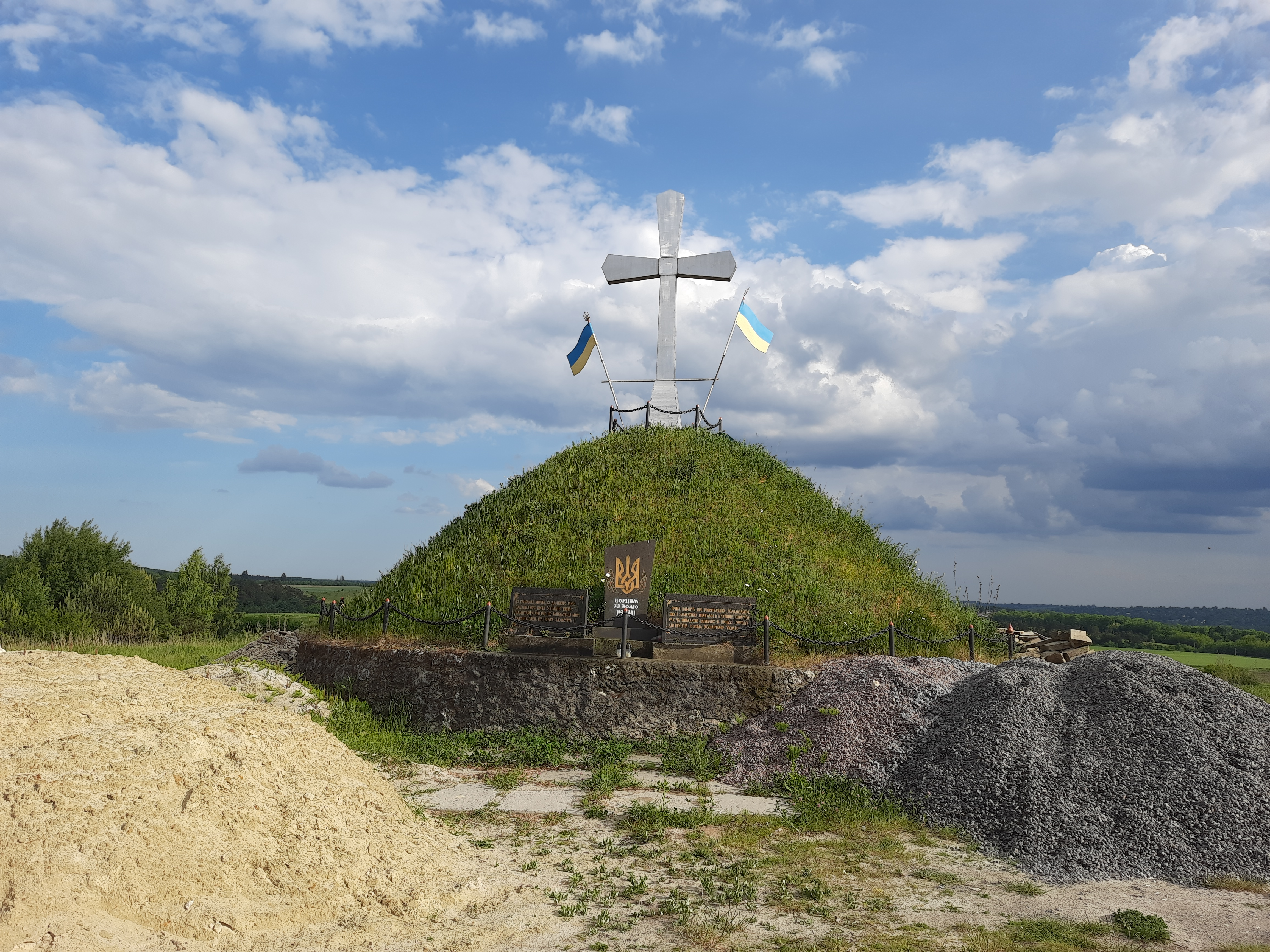
Символічна могила борцям за волю України
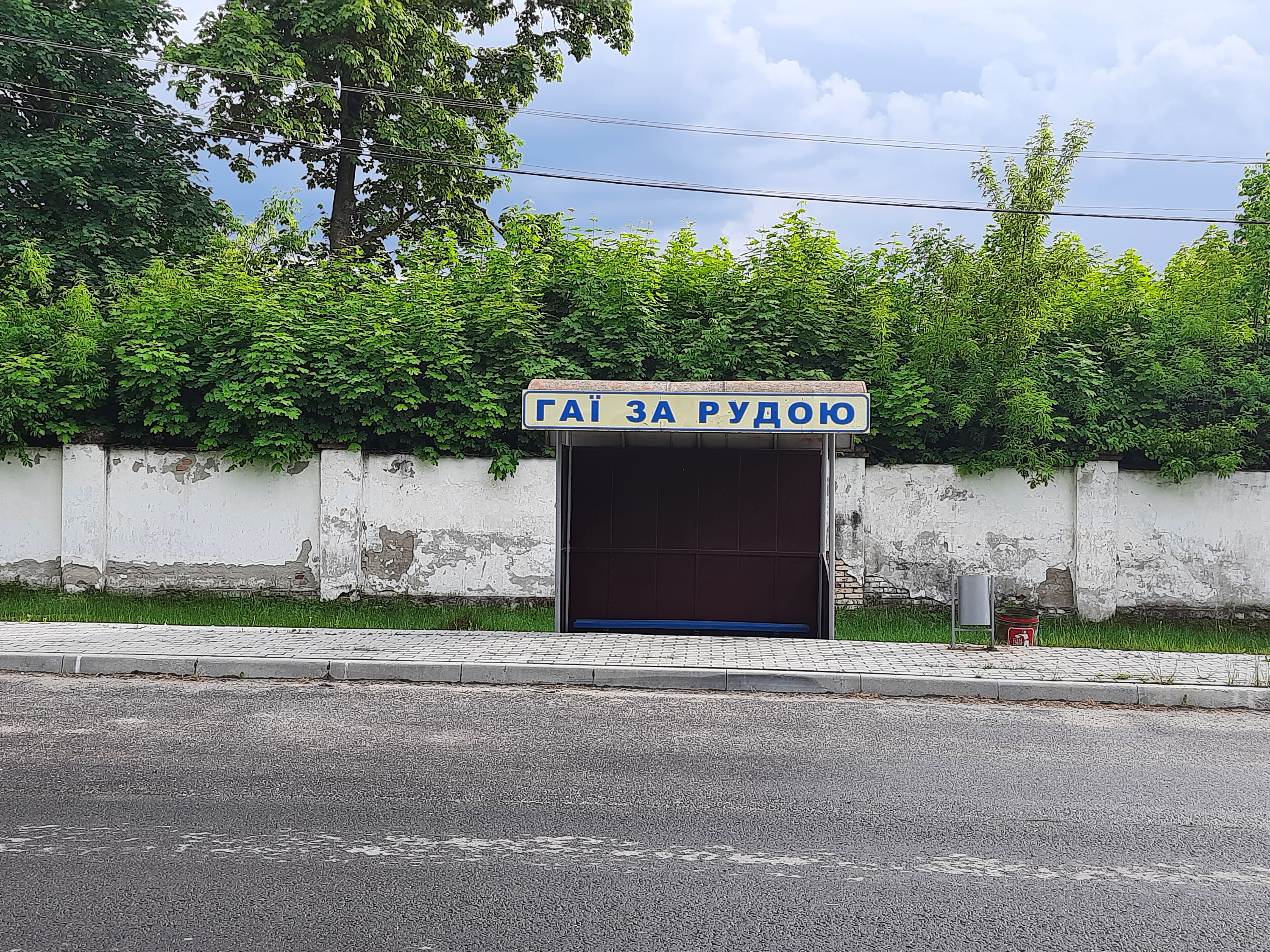
Автобусна зупинка
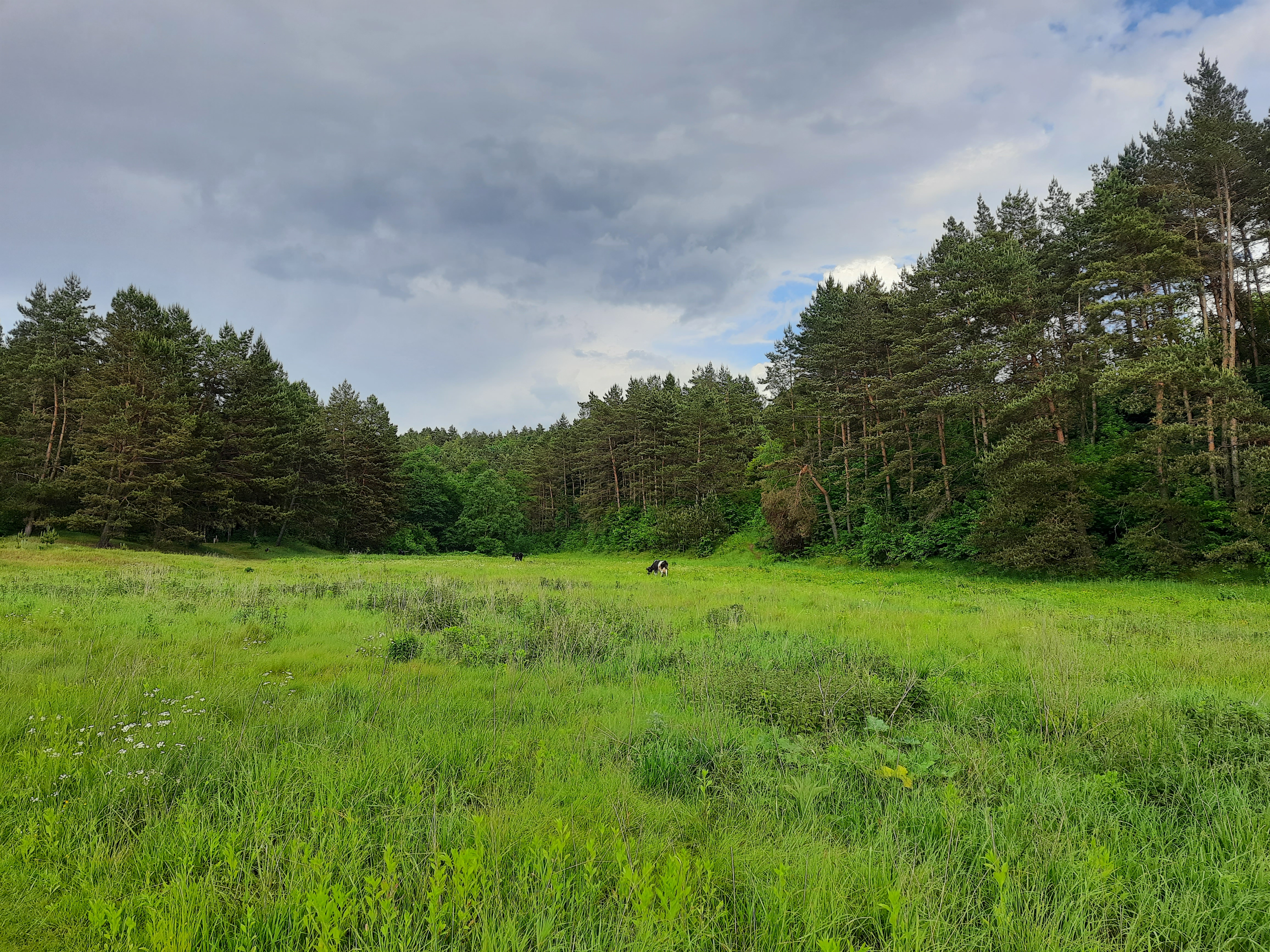
Краєвид біля села Гаї-за-Рудою